# فرودگاه اومیوجاک
فرودگاه اومیوجاک (به انگلیسی: Umiujaq Airport) یک فرودگاه همگانی باربری با کد یاتا YUD است که یک باند فرود شن دارد و طول باند آن ۱۰۷۳ متر است. این فرودگاه در کشور کانادا قرار دارد و در ارتفاع ۷۶ متری از سطح دریا واقع شده است.

## شرکت‌های هواپیمایی و مقصدهای پروازی
| شرکت‌های هواپیمایی | مقصدهای پروازی                                                                                      |
| ----------------- | --------------------------------------------------------------------------------------------------- |
| ایر اینویت        | اکولیویک، اینوکخوآک، ایووییویک، کویواراپیک، مونترآل-پییر الیوت ترودو، پوویرنیتوک، سللویت، سنیکیلواق |